# Waterfront (metropolitana di Washington)
Waterfront è una stazione della metropolitana di Washington, situata sulla linea verde. Si trova nel quartiere di Southwest Waterfront.
È stata inaugurata il 28 dicembre 1991, contestualmente all'apertura del tratto L'Enfant Plaza-Anacostia.
La stazione è servita da autobus del sistema Metrobus (anch'esso gestito dalla WMATA) e da autobus della Maryland Transit Administration e della Potomac and Rappahannock Transportation Commission.